# Huang Shiping
Huang Shiping (n. 24 februarie 1963, Gutian County⁠(d), Fujian, Republica Populară Chineză) este un trăgător de tir ce a reprezentat Republica Populară Chineză, medaliat olimpic. A participat la 2 ediții ale Jocurilor Olimpice (1984, 1988) în care a câștigat o medalie de argint și o medalie de bronz.